# Hendrik Kloosterman
Hendrik Douwe Kloosterman (9 de abril de 1900 – 6 de maio de 1968) foi um matemático neerlandês, conhecido por seu trabalho sobre teoria dos números e teoria de representação.
Após completar o mestrado em Leiden de 1918 a 1922, estudou na Universidade de Copenhague com Harald Bohr e em Oxford com Godfrey Harold Hardy. Em 1924 obteve um doutorado em Leiden, orientado por Jan Cornelis Kluyver.
Em 1950 foi eleito membro da Academia Real das Artes e Ciências dos Países Baixos.
Foi palestrante do Congresso Internacional de Matemáticos em Massachusetts (1950).